# Banchō Sarayashiki

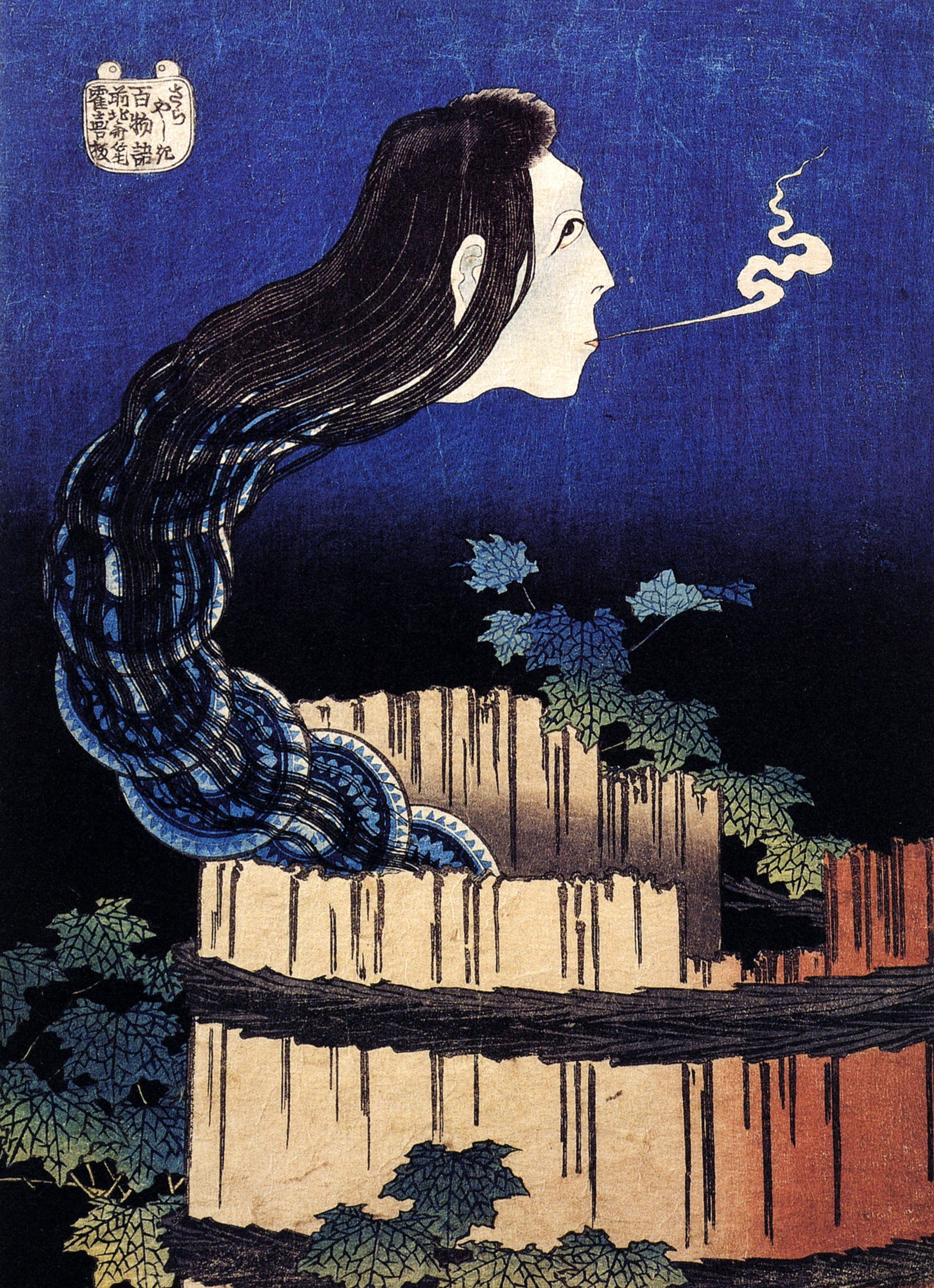
Okiku illustrée par Katsushika Hokusai.
Japon, période Edo.

Banchō Sarayashiki (番町皿屋敷) est une histoire de fantômes japonais de l'époque Edo.

## Histoire
Il y a environ 200 ans, vivait un chef de la police nommé Aoyama Shuzen, qui habitait dans la rue nommée Bansho, à Edo. Son travail consistait à repérer les voleurs et les pyromanes. C'était un homme violent et cruel, sans cœur ni compassion.
Shuzen avait chez lui une servante nommée Okiku. Elle avait vécu dans la famille depuis l'enfance, et connaissait bien le tempérament de son maître. Un jour, par accident, Okiku cassa une assiette d'un ensemble de 10 assiettes précieuses de porcelaine. Elle savait qu'elle payerait pour cette inattention. Mais elle pensa que si elle tentait de cacher l'affaire, sa punition serait encore plus sévère. Elle alla donc, tremblante de peur, voir la femme de son maître et lui confessa ce qu'elle avait fait.
Quand Shuzen rentra et apprit qu'une de ses assiettes préférées était cassée, il entra dans une violente colère, ligota la jeune fille, l'enferma dans un placard, et chaque jour, il lui coupa un doigt. Okiku, fermement ligotée et agonisante, ne pouvait pas bouger, mais elle parvint finalement à se détacher et, s'échappant dans le jardin, elle se jeta dans un puits et se noya.

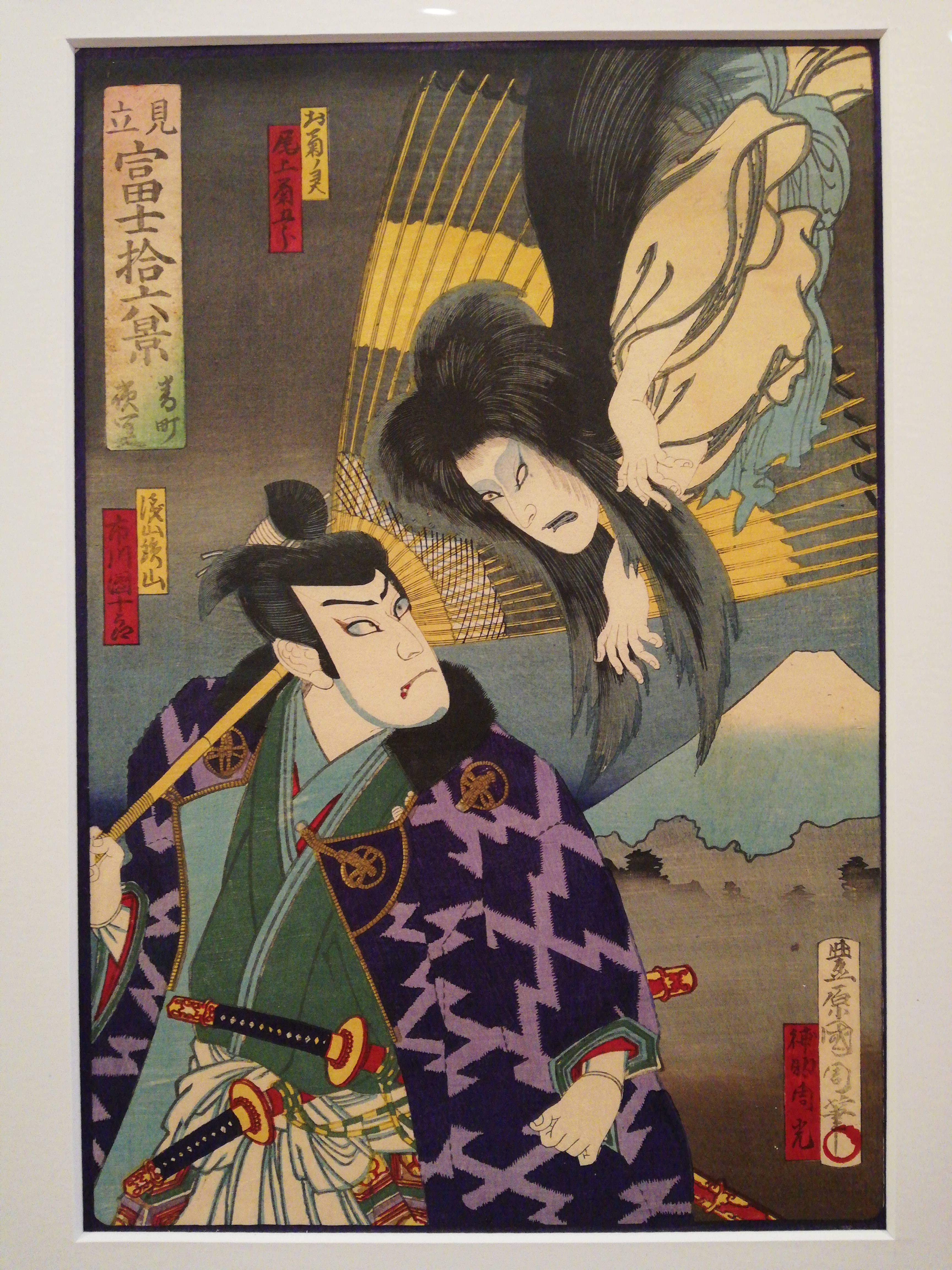
Estampe de la légende d'Okiku, série «Depuis la galerie, seize vues du mont Fuji» par Toyohara Kunichika (1835-1900). Xylogravure polychrome sur papier, 36,3 x 25,5 cm. Format ôban.

Depuis ce jour, chaque nuit, une voix sort du puits et compte : une assiette, deux assiettes, etc. jusqu'à 9, puis se met à pleurer.